# 파벨 크르지시
파벨 크르지시(체코어: Pavel Kříž, 1961년 4월 18일~)는 체코의 배우이다.

## 영화
- 리다 바로바 (2016년)
- 시인들은 절대 희망을 잃지 않는다 (2004년)
- 듄의 후예들 (2003년)
- 안네 프랑크 (2001년)
- 부활 (2001년)
- 사구 (2000년)
- 슬리핑 독 (1998년)
- 청춘백서 (1987년)